# Præsidentvalget i USA 2016
Præsidentvalget i USA 2016 blev afholdt tirsdag den 8. november 2016.
Republikanernes præsidentkandidat, Donald Trump, vandt valget med 304 valgmandsstemmer mod Hillary Clintons 227. Selv om det ud fra antallet af valgmandsstemmer ligner en overvældende sejr til Trump, fik Hillary Clinton faktisk 2,9 millioner flere stemmer fra vælgerne end Trump. Det er femte gang, en valgt præsident, dvs. den kandidat som fik flest valgmandsstemmer, ikke var den som fik de fleste vælgerstemmer. Det skete også ved valgene i 1824, 1876, 1888 og 2000.
Det var første gang, en kvinde var nomineret som præsidentkandidat hos et af de to største partier.
Den siddende præsident, Barack Obama, kunne ifølge forfatningen ikke stille op, da han allerede havde siddet i to perioder.

## Opstilling af kandidater
Hvert parti opstiller én kandidat, som udnævnes af partiet ved et partikonvent på basis af resultaterne i primærvalg eller valgmøder i hver af de 50 delstater.

## Partikonventer
Libertarianernes partikonvent afholdtes i Orlando, Florida, 26.-30. maj 2016. Republikanernes partikonvent afholdtes i Cleveland, Ohio, 18.-21. juli 2016. Demokraternes partikonvent afholdtes i Philadelphia, Pennsylania 25.-28. juli 2016.

## Valget
Afhængig af delstaternes befolkningstal vælges et antal valgmænd. De mindste stater er dog sikret 3. Den mest folkerige stat, Californien, giver 55. Undtagen hvad angår Maine og Nebraska gives samtlige valgmandsstemmer til den kandidat, flest vælgere har stemt på. Det samlede antal valgmænd er 538, hvorfor det kræver 270 valgmandsstemmer at opnå flertal og blive valgt.

## Kandidater

### Det Demokratiske Parti

#### Primærvalg
Hillary Clinton var den første større demokrat, som formelt lancerede sit kandidatur d. 12. april 2015 via en videobesked. Clinton havde i perioden 2009 til 2013 fungeret som USA's 67. udenrigsminister i Obama-administrationen. Endvidere havde hun i perioden 2001 til 2009 tjent som senator for delstaten New York, ligesom hun i perioden 1993 til 2001 havde været USA's førstedame. Forskellige landsdækkende meningsmålinger indikerede, at Clinton var favorit til at blive den demokratiske præsidentkandidat.
Clinton primære modstander var udfordreren, Bernie Sanders, som formelt annoncerede sit kandidatur d. 30. april 2015. Sanders havde siden 2007 tjent som uafhængig senator for delstaten Vermont og havde forinden tjent som medlem af Repræsentanternes Hus for samme delstat i perioden 1991 til 2007.

#### Kandidater
- Jim Webb
- Bernie Sanders[7]
- Martin O'Malley
- Lawrence Lessig
- Lincoln Chafee[8]

#### Erklærede kandidater
| Præsidentkandidat                        | Vicepræsidentkandidat               |
|                                          |                                     |
| 67. Udenrigsminister for USA (2009–2013) | Senator for Virginia (2013–present) |
| Kampagne                                 |                                     |
|                                          |                                     |
| [ 9 ] [ 10 ] [ 11 ] [ 12 ]               |                                     |

### Det Republikanske Parti

#### Kandidater
- Chris Christie
- Scott Walker
- Ted Cruz[13]
- Rand Paul[14]
- Marco Rubio[15]
- Carly Fiorina[16]
- Ben Carson[17]
- Mike Huckabee[18]
- Rick Santorum[19]
- George Pataki[20]
- Lindsey Graham
- Rick Perry[21]
- Jeb Bush[22]
- Bobby Jindal[23]

#### Erklærede kandidater
| Præsidentkandidat                               | Vicepræsidentkandidat                |
|                                                 |                                      |
| Direktør for The Trump Organization (1971–2017) | 50. Guvernør for Indiana (2013–2017) |
| Kampagne                                        |                                      |
|                                                 |                                      |
| [ 24 ] [ 25 ] [ 26 ] [ 27 ]                     |                                      |

### DetLibertarianske Parti

#### Erklærede kandidater
| Præsidentkandidat                       | Vicepræsidentkandidat                      |
|                                         |                                            |
| 29. Guvernør for New Mexico (1995–2003) | 68. Guvernør for Massachusetts (1991–1997) |
| Kampagne                                |                                            |
|                                         |                                            |
| [ 28 ] [ 29 ] [ 30 ]                    |                                            |

### Det Grønne Parti

#### Erklærede kandidater
| Præsidentkandidat                 | Vicepræsidentkandidat       |
|                                   |                             |
| Læge fra Lexington, Massachusetts | Aktivist fra Washington, DC |
| Kampagne                          |                             |
|                                   |                             |
| [ 31 ] [ 32 ]                     |                             |

## Valgresultatet
Hillary Clinton stemte i New York-forstaden Chappaqua, mens Donald Trump stemte på en offentlige skole på Manhattan. Valgprocessen gik mere glat end mange havde forventet, med kun nogle få rapporter om lange køer og problemer med udstyr.
Tidlige meningsmålinger begunstigede den demokratiske kandidat Hillary Clinton. Men da resultaterne kom igennem hele aftenen, viste meningsmålingerne og prognoserne sig at være unøjagtige, da den republikanske kandidat ganske overraskende klarede sig godt i alle svingstaterne, især i staterne Florida, Ohio og North Carolina. Selv Wisconsin og Michigan, der blev forudsagt til at stemme på Hillary Clinton, blev vundet af Donald Trump.
Som den kun femte i landets historie, vandt Trump flest valgmandsstemmer uden at have vundet flest vælgerstemmer.

## Tidslinje
Der skal 270 valgmænd for at vinde

### 8. november
19:13: Trump vinder i Indiana og Kentucky. Stilling: Trump: 19. Clinton: 0.
19:22: Hillary Clinton vinder hendes første delstat, Vermont. Stilling: Trump: 19. Clinton: 3.
19:30: Trump vinder de 5 valgmænd i West Virginia. Stilling: Trump: 24. Clinton: 3.
20:00: Trump vinder i Oklahoma, Alabama, South Carolina og Tennessee Clinton i Massachusetts, Delaware, New Jersey, Maryland og Washington D.C. Stilling: Trump: 60. Clinton: 44.
20:44: Hillary Clinton vinder i den lille delstat Rhode Island. Stilling: Trump: 60. Clinton: 48.
20:51: Donald Trump vinder Mississippi. stilling: Trump: 66. Clinton: 48.
21:00: Trump vinder South Dakota, North Dakota, Arkansas, Kansas, Wyoming, Nebraska og Texas. Hillary Clinton vinder hendes og Trumps hjemstater New York og Illinois. Stilling: Trump: 130. Clinton: 97.
21:38: Trump vinder Louisiana, Clinton vinder Connecticut. Stilling: Trump: 138. Clinton: 104.
22:00: Trump vinder Montana. Stilling: Trump: 141. Clinton: 104.
23:00: Clinton vinder i New Mexico. Stilling: Trump: 141. Clinton: 109.
23:10: Trump vinder i Missouri. Stilling: Trump: 151. Clinton: 109.
23:45: Trump vinder i den vigtige svingstat Ohio, Clinton og hendes kampagne bliver nervøse. Stilling: Trump: 169. Clinton: 109.
23:50: Clinton vinder i Colorado. Stilling: Trump: 169. Clinton 109.
24:00: Trump vinder i Idaho, Clinton i Californien og Oregon. Stilling: Trump: 173. Clinton: 180.
24:20: Trump vinder endnu en svingstat, Florida. Stilling: Trump: 202. Clinton: 180
24:28: Clinton vinder svingstaten Virginia. Stilling: Trump: 202. Clinton: 193.
24:40: Clinton vinder Washington, Trump vinder i Georgia, og svingstaten North Carolina. Stilling: Trump: 233. Clinton: 205.

### 9. November
0:00: Trump vinder i Utah. Stilling: Trump: 239. Clinton: 205. Trump nærmer sig 270
0:10: Trump vinder atter en svingstat, Iowa. Stilling: Trump: 245. Clinton: 205.
0:13: Clinton vinder en lille sejr i Hawaii. Stilling: Trump: 245. Clinton: 209.
0:25: Clinton vinder i svingstaten Nevada. Dette er en af de eneste svingstat Clinton kommer til at vinde. Stilling: Trump: 245. Clinton: 215.
2:09: Trump vinder en meget stor sejr i svingstaten Pennsylvania, og nærmer sig 270 valgmænd. Stilling: Trump: 265. Clinton: 215.
2:20: Clinton vinder 3/4 af Maines valgmænd. stilling: Trump: 265. Clinton: 218.
2:40: ABC erklærer Donald Trump vinderen af valget af 2016, efter han vinder svingstaten Wisconsin. Stilling: Trump: 275. Clinton: 218.
2:45: Trump vinder 1/4 af Maines valgmænd. Stilling: Trump: 276. Clinton: 218.
4:54: Donald Trump holder sin sejrstale i New York City.
11:28: Clinton vinder Minnesota. Stilling: Trump: 276. Clinton: 228.
11:30- Trump vinder svingstaten Michigan og Alaska. Stilling: Trump: 295. Clinton: 228.
13:40- Trump vinder Arizona, Clinton i New Hampshire. Dette er de sidste resultater af valget.
Endelig stilling: Trump: 306, Clinton: 232